# Ipueira
Ipueira är en kommun i Brasilien.   Den ligger i delstaten Rio Grande do Norte, i den östra delen av landet, 1 500 km nordost om huvudstaden Brasília. Antalet invånare är 2 074.
Omgivningarna runt Ipueira är huvudsakligen savann. Runt Ipueira är det glesbefolkat, med 13 invånare per kvadratkilometer.